# 前695年
| 千纪： | 前1千纪 |
| 世纪： | 前8世纪 \| 前7世纪 \| 前6世纪 |
| 年代： | 前720年代 \| 前710年代 \| 前700年代 \| 前690年代 \| 前680年代 \| 前670年代 \| 前660年代 |
| 年份： | 前700年 \| 前699年 \| 前698年 \| 前697年 \| 前696年 \| 前695年 \| 前694年 \| 前693年 \| 前692年 \| 前691年 \| 前690年                                                                                                |
| 纪年： | 甲申年（狗年）；周莊王二年；魯桓公十七年；秦武公三年；陳莊公五年；蔡桓侯二十年；鄭昭公二年；宋莊公十六年；楚武王四十六年；齊襄公三年；晉侯緡十二年；曲沃武公二十一年；燕桓侯三年；衛黔牟二年；曹莊公七年；杞靖公九年 |

## 大事记
- 春，魯桓公和齊襄公、紀侯為了促成齊國、紀國的和議，商量對付衛國，在黃地結盟。
- 夏，齐国和鲁国因争疆界，在奚（今山东枣庄西）冲突。
- 郑国大夫高渠彌杀郑昭公，立公子亹（昭公弟）。
- 秦武公杀三父等，夷其三族。